# Li Ronghua
Li Ronghua (chinesisch 李荣华; * 21. September 1956 in Wuhan) ist eine chinesische Steuerfrau im Rudern, die 1988 Olympiazweite mit dem Vierer mit Steuerfrau und Olympiadritte mit dem Achter war.

## Sportliche Karriere
Bei den Asienspielen 1986 steuerte Li Ronghua den chinesischen Vierer mit Steuerfrau, der auch den Titel gewann. Zwei Jahre später bei den Olympischen Spielen 1988 in Seoul trat der chinesische Vierer mit Zhang Xianghua, Hu Yadong, Yang Xiao, Zhou Shouying und Steuerfrau Li Ronghua am 19. September zum Vorlauf an und belegte den dritten Platz hinter den Vierern aus der DDR und aus Bulgarien. Alle Ruderinnen traten auch im Achter an, der am 20. September hinter dem sowjetischen Achter den zweiten Platz im Vorlauf belegte. Am 21. September fanden die Hoffnungsläufe statt. Morgens gewann der chinesische Vierer seinen Hoffnungslauf. Rund fünf Stunden später qualifizierte sich der Achter als drittes Boot des Hoffnungslaufs für das Finale. Nach drei Tagen Pause fand dann das Finale im Vierer statt. Mit 2,78 Sekunden Rückstand auf das Boot aus der DDR gewannen die Chinesinnen die Silbermedaille. Einen Tag nach dem Viererfinale fand am 25. September das Finale im Achter statt. Es siegte der Achter aus der DDR vor den Rumäninnen, dahinter erkämpften die Chinesinnen die Bronzemedaille mit 0,52 Sekunden Vorsprung auf den sowjetischen Achter. Im chinesischen Achter ruderten Zhou Xiuhua, Zhang Yali, He Yanwen, Han Yaqin, Zhang Xianghua, Zhou Shouying, Yang Xiao, Hu Yadong und Li Ronghua.
1990 trat Li Ronghua bei den Weltmeisterschaften in Tasmanien mit dem Achter an und belegte den fünften Platz. 1991 erreichte sie bei den Weltmeisterschaften in Wien den siebten Platz im Achter. Bei den Olympischen Spielen 1992 in Barcelona belegte sie mit dem Achter den fünften Platz. 1993 trat sie noch einmal mit dem Achter an und erreichte den vierten Platz bei den Weltmeisterschaften.